# Польская академия литературы

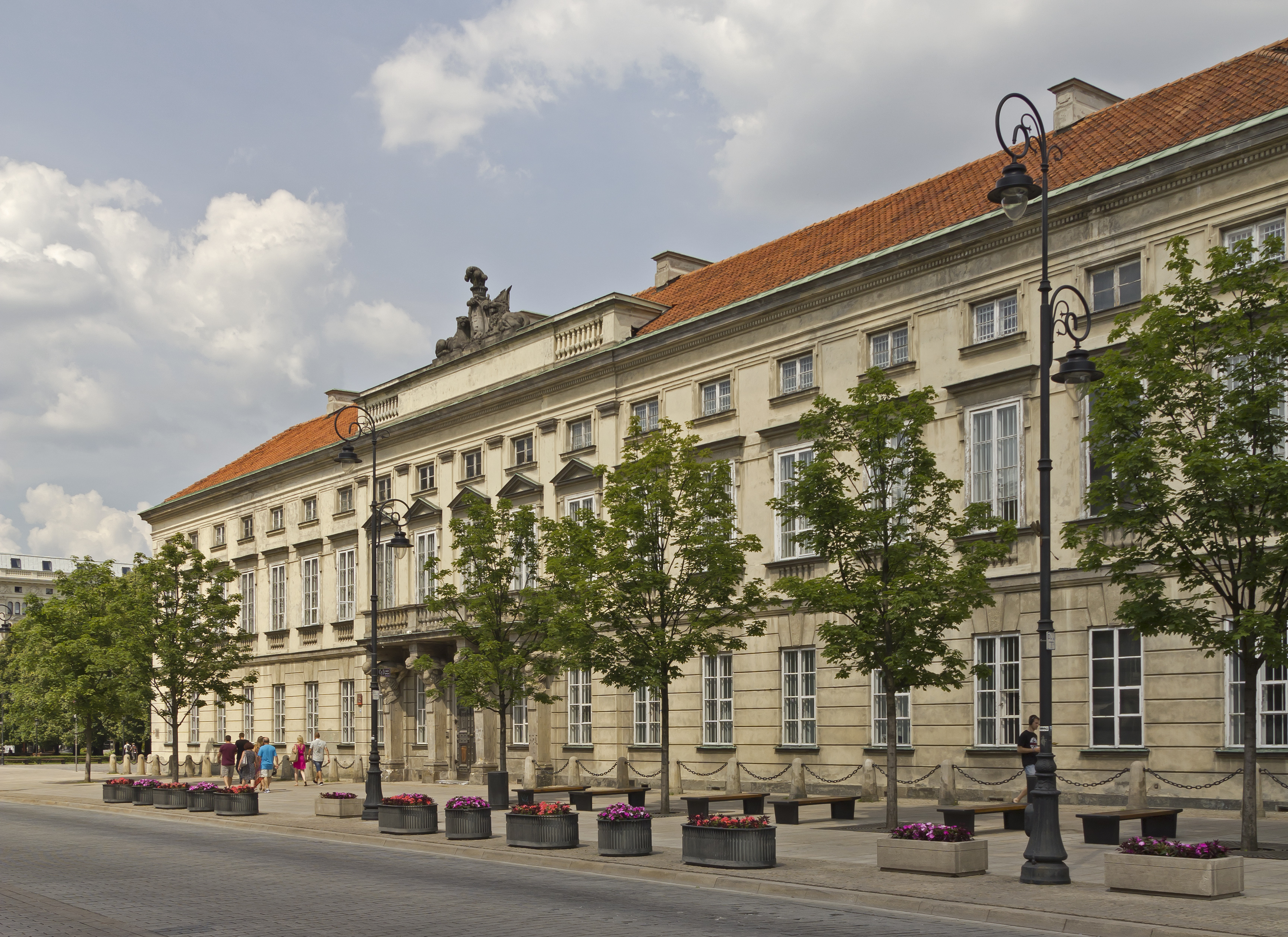
Дворец Тышкевичей — резиденция Польской Академии Литературы на Краковском предместье Варшавы

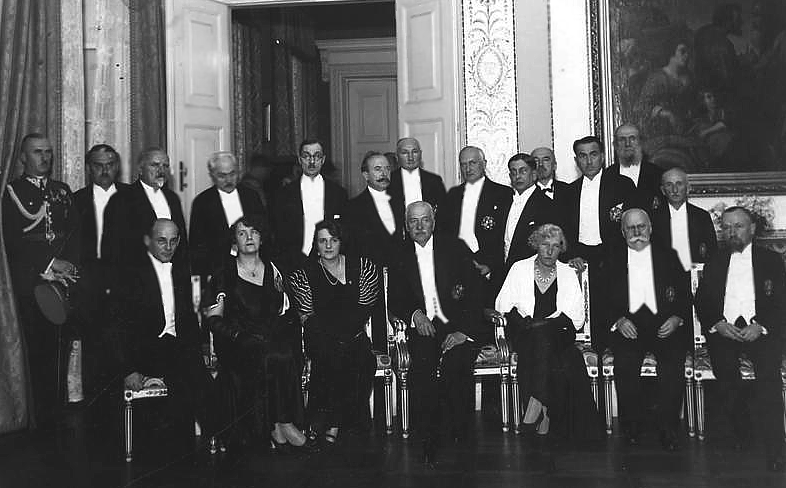
Торжественное заседание Польской Академии Литературы в 1933 г. Сидят слева направо: премьер-министр Януш Енджеевич, Зофья Налковская, Мария Мосцицкая, Президент Игнацы Мосцицкий, Мария Енджеевич, Вацлав Серошевский, Леопольд Стафф. Стоят слева направо: полковник Ян Глоговский, директор Сковроньский, Зенон Пшесмыцкий, Вацлав Берент, Пётр Хойновский, Юлиуш Клейнер, Винценты Жимовский, Ежи Шанявский, Юлиуш Каден-Бандровский, Кароль Ижиковский, Тадеуш Бой-Желеньский, Фаддей Зелинский, Болеслав Лесьмян

Польская академия литературы (пол. Polska Akademia Literatury, PAL) — одно из важнейших государственных учреждений литературной жизни Польской Республики. Существовала с 1933 до начала второй мировой войны в 1939 году.

## История
Польская академия Литературы была создана распоряжением Совета Министров Польши 29 сентября 1933 года с целью поощрения и популяризации достижений в области литературного творчества.
Уставом Академии были предусмотрены меры по повышению уровня польской литературы, всесторонняя работа с правительством на благо польской культуры и искусства. Идея её создания заключалась в том, чтобы сделать Академию высшим авторитетным органом в вопросах формирования общественного мнения с вопросах польского языка, литературы и культуры.
Примером для создания служила Парижская академия. В состав академии включались самые видные, в основном старшего поколения, писатели и литературоведы Польши.
Польская академия литературы состояла из 15 пожизненных членов, из которых 7 первых выбирались руководителем министерства религиозных исповеданий и общественного просвещения Польши, остальные 8 — самими академиками.
В 1934 году были учреждены золотой и серебряный академические лавры, которые по представлению Академии присуждались за выдающееся литературное творчество, опеку над польской словесностью, издательскую работу, за распространение любви к польской литературе, пропаганду чтения и содействие интересу к польскому литературному творчеству. Награды получали писатели, учëные, университетские профессора, переводчики, библиотекари, публицисты, издатели, книготорговцы, государственные чиновники, дипломаты, общественные деятели, граждане Польши и других стран. Списки награждённых публиковали в «Ежегодниках Польской академии литературы».
В состав Академии входили:
- Вацлав Серошевский — президент
- Леопольд Стафф — вице-президент
- Юлиуш Каден-Бандровский — генеральный секретарь
- Вацлав Берент
- Тадеуш Бой-Желенский
- Фаддей Зелинский
- Кароль Иржиковский
- Юлиуш Клейнер
- Болеслав Лесьмян
- Зофья Налковская
- Зенон Пшесмыцкий
- Кароль Ростворовский
- Винценты Жимовский[пол.]
- Ежи Шанявский
- Пётр Хойновский

В связи со смертью некоторых академиков (Хойновского, Лесьмяна) и отказом от этого звания в 1937 году Ростворовского в знак протеста против политики санации,
доизбирались в её состав:
- Казимеж Вежиньский
- Фердинанд Гётель
- Ян Лорентович
- Корнель Макушинский

Почëтными членами и покровителями Польской Академии Литературы были президент Польши Игнацы Мосцицкий и маршал Юзеф Пилсудский.